# Séléa
 (mai 2015).
Si vous disposez d'ouvrages ou d'articles de référence ou si vous connaissez des sites web de qualité traitant du thème abordé ici, merci de compléter l'article en donnant les références utiles à sa vérifiabilité et en les liant à la section « Notes et références ».
Séléa Bambao est une municipalité des Comores, située dans la région de Bambao, à dix kilomètres au sud de la capitale, Moroni.
Sa population dépasse légèrement les 4500 habitants selon le dernier recensement[Quand ?].

## Géologie
Le village, comme l’île tout entière, est menacé par le volcan Kartala. Depuis 1857, il y a eu plus d'une douzaine d'éruptions de coulées de lave, qui ont couvert une partie de la région de Bambao. Ce sont ces éruptions qui ont couvert la région et favorisé la création des villes et des villages dont Séléa. La plus vaste est celle de 1918 et la plus récente est celle qui surprit le village de Singani dans la région de Hambou au sud de l’île, en 1977.

## Historique
Le système social et l’ensemble de l'organisation de l'île étaient basés sur la tradition orale.
Initialement, les villages sont régis par les doyens que sont les chefs de familles les plus influents ou les chefs de villages. Ils portent le titre de « Fé » (Mafé) au pluriel. Ces derniers laissent la place assez rapidement à des Ma bedja (Bedja au singulier) qui forment une chefferie dirigeante dans chaque village
Aux alentours du XIIIe siècle (1506), plusieurs boutres d’immigrants chiraziens, venu de Kilwa Kisiwani sur la côte orientale d’Afrique, accostent à N'gazidja. Parmi les passagers, deux princesses épousent des chefs locaux (Bedja), qui dominent les villages (ce sont les descendants des Mafé, des Bantous provenant de la côte africaine et qui furent les premiers à s’installer dans l’île au VIe siècle), et sont à l’origine de plusieurs dynasties de sultans qui régneront dans l’ensemble de l’île.
Parmi les descendants de ces sultans deux marquent leur passage à Séléa. Le premier s’appelle Saïd Ali M’faumé, le grand sultan « Tibé », et le deuxième Mwigni M’kuu. L’un fonde une famille et l’autre construit plusieurs monuments, tels que la mosquée N’kanwa, qui fut la première mosquée du Vendredi de Séléa. Elle construite de telle façon qu'elle donne vaguement l’image de la Pierre Sacrée de la Ka'aba, (car construite après un retour de pèlerinage à La Mecque).

## Organisation
La population de Séléa, comme d’ailleurs dans tous les autres villages, a augmenté fortement vers 1976. L'une des principales raisons de cette augmentation est le retour anticipé de nombreux Comoriens, qui arrivèrent de l'île voisine de Madagascar après le conflit survenu dans la ville de Majunga opposant des familles malgaches et des familles des ressortissants comoriens, cette année-là. Plusieurs morts, plusieurs blessés, l’état de crise est déclenché et le Président de l’époque, Ali Soilihi M’tsachiwa, ordonne à la communauté comorienne de Majunga d’évacuer la ville et de rentrer aux Comores. Un avion est affrété d’urgence et les nouveaux arrivants vont augmenter brusquement la population de la Grande Comores. Un quart de la population de Séléa vivait à Madagascar avant le conflit.
Désormais, le village a connu de nombreux changements, socialement et économiquement, après l'arrivée de ses nouveaux habitants.
Le village s’organise en respectant une hiérarchie traditionnelle pyramidale instaurée avec :
- Le maire,
- le chef du village,
- les M’fauma Mdji (nommés Wandru Wababa : ceux qui ont accompli leur droit coutumier),
- les Wanamdji (ceux qui n'ont pas encore accompli leur droit coutumier). Cette dernière catégorie s’organise de façon plus ou moins complexe à l’image des castes en Inde (par la forme mais pas par le fond qui n’a rien à voir) et forme des sous-groupes : Les notables, ceux qui ont fait le grand mariage et qui participent aux débats à la place publique, et ceux qui doivent exécuter les ordres donnés.

Ces pratiques deviennent de plus en plus tabou et les jeunes génération n’y prêtent pas trop attention bien qu'elles continuent à conserver leur domination.